# أثرتون (أستراليا)
أثرتون هي بلدة، في أستراليا، تقع في كوينزلاند، بلغ عدد سكانها 7,331  نسمة وذلك حسب إحصائيات سنة 2016، رمزها البريدي هو 4883.

## المناخ
يظهر الجدول التالي التغييرات المناخية على مدار السنة لأثرتون:
| البيانات المناخية لـأثرتون        | البيانات المناخية لـأثرتون | البيانات المناخية لـأثرتون | البيانات المناخية لـأثرتون | البيانات المناخية لـأثرتون | البيانات المناخية لـأثرتون | البيانات المناخية لـأثرتون | البيانات المناخية لـأثرتون | البيانات المناخية لـأثرتون | البيانات المناخية لـأثرتون | البيانات المناخية لـأثرتون | البيانات المناخية لـأثرتون | البيانات المناخية لـأثرتون | البيانات المناخية لـأثرتون |
| الشهر                             | يناير                      | فبراير                     | مارس                       | أبريل                      | مايو                       | يونيو                      | يوليو                      | أغسطس                      | سبتمبر                     | أكتوبر                     | نوفمبر                     | ديسمبر                     | المعدل السنوي              |
| --------------------------------- | -------------------------- | -------------------------- | -------------------------- | -------------------------- | -------------------------- | -------------------------- | -------------------------- | -------------------------- | -------------------------- | -------------------------- | -------------------------- | -------------------------- | -------------------------- |
| الدرجة القصوى °م (°ف)             | 36.0 (96.8)                | 33.5 (92.3)                | 32.6 (90.7)                | 31.1 (88.0)                | 29.0 (84.2)                | 30.0 (86.0)                | 30.3 (86.5)                | 30.0 (86.0)                | 34.9 (94.8)                | 36.7 (98.1)                | 36.6 (97.9)                | 36.4 (97.5)                | 36.7 (98.1)                |
| متوسط درجة الحرارة الكبرى °م (°ف) | 28.4 (83.1)                | 27.8 (82.0)                | 26.4 (79.5)                | 25.0 (77.0)                | 23.4 (74.1)                | 21.5 (70.7)                | 21.4 (70.5)                | 22.4 (72.3)                | 25.6 (78.1)                | 27.5 (81.5)                | 28.7 (83.7)                | 29.0 (84.2)                | 25.6 (78.1)                |
| متوسط درجة الحرارة الصغرى °م (°ف) | 18.8 (65.8)                | 19.3 (66.7)                | 18.3 (64.9)                | 16.7 (62.1)                | 14.0 (57.2)                | 12.8 (55.0)                | 10.2 (50.4)                | 11.1 (52.0)                | 12.6 (54.7)                | 15.2 (59.4)                | 16.7 (62.1)                | 18.3 (64.9)                | 15.3 (59.5)                |
| أدنى درجة حرارة °م (°ف)           | 8.2 (46.8)                 | 13.8 (56.8)                | 11.0 (51.8)                | 8.4 (47.1)                 | 3.0 (37.4)                 | −0.6 (30.9)                | −0.5 (31.1)                | 1.7 (35.1)                 | 3.0 (37.4)                 | 6.0 (42.8)                 | 7.9 (46.2)                 | 8.0 (46.4)                 | −0.6 (30.9)                |
| معدل هطول الأمطار مم (إنش)        | 235.5 (9.27)               | 347.7 (13.69)              | 224.7 (8.85)               | 118.7 (4.67)               | 59.6 (2.35)                | 42.0 (1.65)                | 40.0 (1.57)                | 34.5 (1.36)                | 19.2 (0.76)                | 35.2 (1.39)                | 72.0 (2.83)                | 150.7 (5.93)               | 1٬379٫8 (54.32)            |
| متوسط الأيام الممطرة (≥ 0.2mm)    | 19.8                       | 20.6                       | 17.4                       | 20.8                       | 16.6                       | 16.1                       | 12.5                       | 11.9                       | 8.3                        | 9.4                        | 11.0                       | 15.5                       | 179.9                      |
| المصدر: Bureau of Meteorology     |                            |                            |                            |                            |                            |                            |                            |                            |                            |                            |                            |                            |                            |

## أعلام
- ألكسندر بروخروف
- غريغ بايرنز
- دالاس جونسون
- رود جنسن
- جون أ. موسى